# Tech trance
Tech-trance, techno-trance – styl elektronicznej muzyki tanecznej (klubowej) łączący elementy techno i trance. Najczęściej jest to połączenie podstawowych elementów muzycznych charakterystycznych dla klasycznego techno z prostymi melodiami trance'owymi (prostszymi niż w czystym trance). Tech-Trance różni się od trance'u tym, że z reguły ma bardziej monotonne brzmienie a od techno odróżnia go to, że jest bardziej melodyjny i posiada breakdown. W tym gatunku budowa utworu oparta jest na zasadach gatunku Trance, Techno ujawnia się poprzez zastosowanie wyrazistych sampli co daje bardzo ciekawy i barwny efekt. Najbardziej znani twórcy tech-trance to Sander van Doorn, Talla 2XLC, Mark Sherry, Marcel Woods, Richard Durand, Randy Katana, John Askew, John O’Callaghan, Catscan, Angell bAss, Same Jones i James Dymond